# Queen + Paul Rodgers Tour
Queen + Paul Rodgers Tour – pierwsza trasa koncertowa Queen + Paul Rodgers, która odbyła się na przełomie 2005 i 2006 roku. Była to pierwsza trasa koncertowa Queen od 1986 roku jeszcze z Freddiem Mercurym. W 2005 roku obejmowała 1 występ w Południowej Afryce, 32 w Europie, 1 na Arubie, 2 w Stanach Zjednoczonych i 6 w Japonii. W 2006 roku zespół dał 24 koncerty w Ameryce Północnej.

## Typowa setlista

### 2005
| 1. „Lose Yourself” (playback) 2. „Reachin’ Out” 3. „Tie Your Mother Down” 4. „I Want to Break Free” 5. „Fat Bottomed Girls” 6. „Wishing Well” 7. „Crazy Little Thing Called Love” 8. „Say It’s Not True” 9. „’39” 10. „Love of My Life” 11. „Hammer to Fall” 12. „Feel Like Makin’ Love” 13. „Let There Be Drums” 14. „I’m in Love with My Car” 15. „Brighton Rock Solo” 16. „Last Horizon” 17. „These Are the Days of Our Lives” 18. „Radio Ga Ga” 19. „Can’t Get Enough” 20. „A Kind of Magic” 21. „I Want It All” 22. „Bohemian Rhapsody” | Bisy 1. „The Show Must Go On” 2. „All Right Now” 3. „We Will Rock You” 4. „We Are the Champions” 5. „God Save the Queen” Rzadziej grane utwory 1. „Little Bit of Love” (George, Londyn, Madryt, Paryż, Barcelona, Rzym) 2. „Under Pressure” (6 koncertów: Anglia, Irlandia) 3. „Fire and Water” (Belfast, Dublin, Tokio) 4. „Long Away” (Budapeszt, Pesaro, Jokohama, Nagoja, Fukuoka) 5. „Tavaszi szél vizet áraszt” (Budapeszt) 6. „Danube Waltz” (po gitarowym solo, Wiedeń) 7. „Molly Malone” (po gitarowym solo, Dublin) 8. „Sakura” (po gitarowym solo w Tokio) 9. „Sunshine of Your Love” (część) – (Newcastle) 10. „Imagine” (Hyde Park) 11. „Bad Company” (Aruba, USA w 2005 r.; 2 koncerty, Japonia) 12. „Rock ’n’ Roll Fantasy” (Aruba, USA) 13. „Teo Torriatte” (Japonia) 14. „I Was Born to Love You” (Japonia) |

### 2006
| 1. „Lose Yourself” (playback) 2. „Reaching Out” 3. „Tie Your Mother Down” 4. „Fat Bottomed Girls” 5. „Can’t Get Enough” 6. „Take Love” 7. „Crazy Little Thing Called Love” 8. „Love of My Life” 9. „Hammer to Fall” 10. „Feel Like Makin’ Love” 11. „Let There Be Drums” 12. „I’m in Love With My Car” 13. „Guitar Solo” 14. „Last Horizon” 15. „Bad Company” 16. „Dragon Attack” 17. „These Are the Days of Our Lives” 18. „Radio Ga Ga” 19. „Under Pressure” 20. „The Show Must Go On” 21. „Bohemian Rhapsody” | Bisy 1. „We Will Rock You” 2. „We Are the Champions” 3. „All Right Now” 4. „God Save the Queen” Rzadziej grane utwory 1. „I Want to Break Free” 2. „’39” 3. „Say It’s Not True” (Miami) 4. „Red House” (Vancouver) |

## Lista koncertów
| Południowa Afryka - 19.03: Fancourt, George Europa - 28.03: Brixton Academy, Londyn, Anglia - 30.03: Le Zénith, Paryż, Francja - 1.04: Palacio de Deportes, Madryt, Hiszpania - 2.04: Palau Sant Jordi, Barcelona, Hiszpania - 4.04: Palalotomattica, Rzym, Włochy - 5.04: Datch Forum di Asago, Mediolan, Włochy - 7.04: Nelson Mandela Forum, Florencja, Włochy - 8.04: BPA Palas, Pesaro, Włochy - 10.04: St. Jakobshalle, Bazylea, Szwajcaria - 13.04: Wiener Stadthalle, Wiedeń, Austria - 14.04: Olympiahalle, Monachium, Niemcy - 16.04: Sazka Arena, Praga, Czechy - 17.04: Leipzig Arena, Lipsk, Niemcy - 19.04: Festhalle, Frankfurt, Niemcy - 20.04: Sportpaleis, Antwerpia, Belgia - 23.04: Papp László Budapest Sportaréna, Budapeszt, Węgry - 25.04: Westfalenhalle, Dortmund, Niemcy - 26.04: Ahoy Halle, Rotterdam, Holandia - 28.04: Color Line Arena, Hamburg, Niemcy - 30.04: Stockholm Globe Arena, Sztokholm, Szwecja - 3.05: Metro Radio Arena, Newcastle, Anglia - 4.05: MEN Arena, Manchester, Anglia - 6.05: NEC Arena, Birmingham, Anglia - 7.05: CIA, Cardiff, Walia - 9.05: Sheffield Arena, Sheffield, Anglia - 11.05: Wembley Arena, Londyn, Anglia - 13.05: Odyssey Arena, Belfast, Irlandia Północna - 14.05: Point Theatre, Dublin, Irlandia - 2.07: Estádio do Restelo, Lizbona, Portugalia - 6.07: Rhein-Energie Stadion, Kolonia, Niemcy - 10.07: GelreDome, Arnhem, Holandia - 15.07: Hyde Park, Londyn, Anglia Małe Antyle - 8.10: Aruba Entertainment Center, Oranjestad, Aruba Stany Zjednoczone - 16.10: Continental Airlines Arena, East Rutherford - 22.10: Hollywood Bowl, Los Angeles Japonia - 26.10: Saitama Super Arena, Saitama - 27.10: Saitama Super Arena, Saitama - 29.10: Jokohama Arena, Jokohama - 30.10: Yokohama Arena, Jokohama - 1.11: Nagoya Dome, Nagoja - 3.11: Fukuoka Dome, Fukuoka | 2006 Ameryka Północna 3.03: American Airlines Arena , Miami , USA 4.03: Jacksonville Veterans Memorial Arena , Jacksonville , USA 7.03: Gwinnet Center , Duluth , USA 8.03: MCI Center , Waszyngton , USA 10.03: DCU Center , Worcester , USA 12.03: Nassau Coliseum , Uniondale , USA 14.03: Wachovia Spectrum , Filadelfia , USA 16.03: Air Canada Centre , Toronto , Kanada 17.03: HSBC Arena , Buffalo , USA 20.03: Mellon Arena , Pittsburgh , USA 21.03: Quicken Loans Arena , Cleveland , USA 23.03: Allstate Arena , Rosemont , USA 24.03: The Palace of Auburn Hills , Auburn Hills , USA 26.03: Xcel Energy Center , Saint Paul , USA 27.03: Bradley Center , Milwaukee , USA 31.03: Glendale Arena , Glendale , USA 1.04: Cox Arena , San Diego , USA 3.04: Arrowhead Pond , Anaheim , USA 5.04: HP Pavilion Center , San Jose , USA 7.04: MGM Grand Arena , Las Vegas , USA 10.04: KeyArena , Seattle , USA 11.04: Rose Garden Arena , Portland , USA 13.04: Pacific Coliseum , Vancouver , Kanada 25.05: Mandalay Bay Events Center , Paradise / Las Vegas , USA |

## Muzycy
Queen + Paul Rodgers
- Brian May – gitara, wokal
- Roger Taylor – perkusja, wokal
- Paul Rodgers – pianino, gitara, wokal

Pozostali
- Spike Edney – klawisze, chórki
- Danny Miranda – gitara basowa, gitara akustyczna, chórki
- Jamie Moses – gitara rytmiczna, chórki

## Pozostałe informacje
- koncert z Sheffield został sfilmowany i wydany na DVD
- na koncercie w Sheffield była obecna matka Freddiego Mercury’ego, Jer Bulsara; podczas koncertu Brian May zadedykował jej utwór „Love of My Life”
- koncert z Saitama Super Arena w Saitamie z 27 października został wydany na DVD; bonusem była płyta DVD zawierająca trwający 25 minut film o koncercie grupy Queen w Budapeszcie w 1986 roku